# 佩德罗·卡斯蒂略
何塞·佩德罗·卡斯蒂略·特罗内斯（西班牙語：José Pedro Castillo Terrones，西班牙語發音：[xoˈse ˈpeðɾo kasˈtiʝo teˈrones] ⓘ；1969年10月19日—），秘魯教師、工會領袖、政治家，曾任秘魯總統。卡斯蒂略於2021年秘魯大選中擊敗了藤森惠子勝出成為新一任總統。

## 政治主張
總體屬於進步主義以及非馬克思主義，並向社會保守主義做出諸多讓步。
秘鲁天主教宗座大学敎授法里德·卡哈特稱“基於其福音派信仰，他比自由祕魯（黨）所倡導的意識形態保守。」在經濟上他與贝罗妮卡·门多萨合作並繼承諸“新秘鲁”黨經濟學家制定的經濟政策。其經濟智庫是曾助其制定經濟政策的前世界銀行經濟學家佩德罗·弗兰克。
主張包括加大礦業稅收、創造有市场的大众经济、增大教育投入、縮減城鄉差距、選舉制憲大會重新制憲等，致力於將左翼思想代入祕魯的保守社會現狀。不過認爲西方社會中常見的同婚、安樂死等民權議題與祕魯的社會現實相距甚遠，並非祕魯的當務之急從而公開拒絕在任內處理這類問題。
其2021競選陣營得到該國傳統進步左翼勢力領導人罗西奥·席尔瓦-桑蒂斯特万以及贝罗妮卡·门多萨的支持。
卡斯蒂略就任總統後，該國有數十位部長出現被任命、替換、解僱或辭職的變動情況，卡斯蒂略本人亦面臨着一連串的涉貪調查。2022年12月7日，卡斯蒂略宣布暂时解散国会并成立紧急政府的決策，但随後國會投票解除了卡斯蒂略的总统职务，而卡斯蒂略在乘车离开总统府的途中被秘鲁司法机关逮捕。